# Hosalli, Kushtagi
Hosalli là một làng thuộc tehsil Kushtagi, huyện Koppal, bang Karnataka, Ấn Độ.